# Stylogyne carautae
Stylogyne carautae är en viveväxtart som beskrevs av Carrijo och M.F.Freitas. Stylogyne carautae ingår i släktet Stylogyne och familjen viveväxter. Inga underarter finns listade i Catalogue of Life.